# Aéroport de Teterboro
 (janvier 2018).
Si vous disposez d'ouvrages ou d'articles de référence ou si vous connaissez des sites web de qualité traitant du thème abordé ici, merci de compléter l'article en donnant les références utiles à sa vérifiabilité et en les liant à la section « Notes et références ».
L’aéroport de Teterboro (code IATA : TEB • code OACI :  KTEB) est un aéroport civil situé à Teterboro dans le comté de Bergen dans le New Jersey aux États-Unis. Géré par la Port Authority of New York and New Jersey (PANYNJ), il est situé à 19 kilomètres du quartier d'affaires Midtown de Manhattan et est ainsi utilisé en grande partie par des avions privés. L'aéroport emploie 1 337 personnes[Quand ?]. Il a été utilisé brièvement par les forces armées américaines pendant la Seconde Guerre mondiale comme base aérienne. Une tour de contrôle fut mise sur pied le 29 octobre 1975.
Selon les statistiques de la Federal Aviation Administration, 172 avions étaient basés à l'aéroport de Teterboro en 2010.